# Världens skapelse i nordisk mytologi

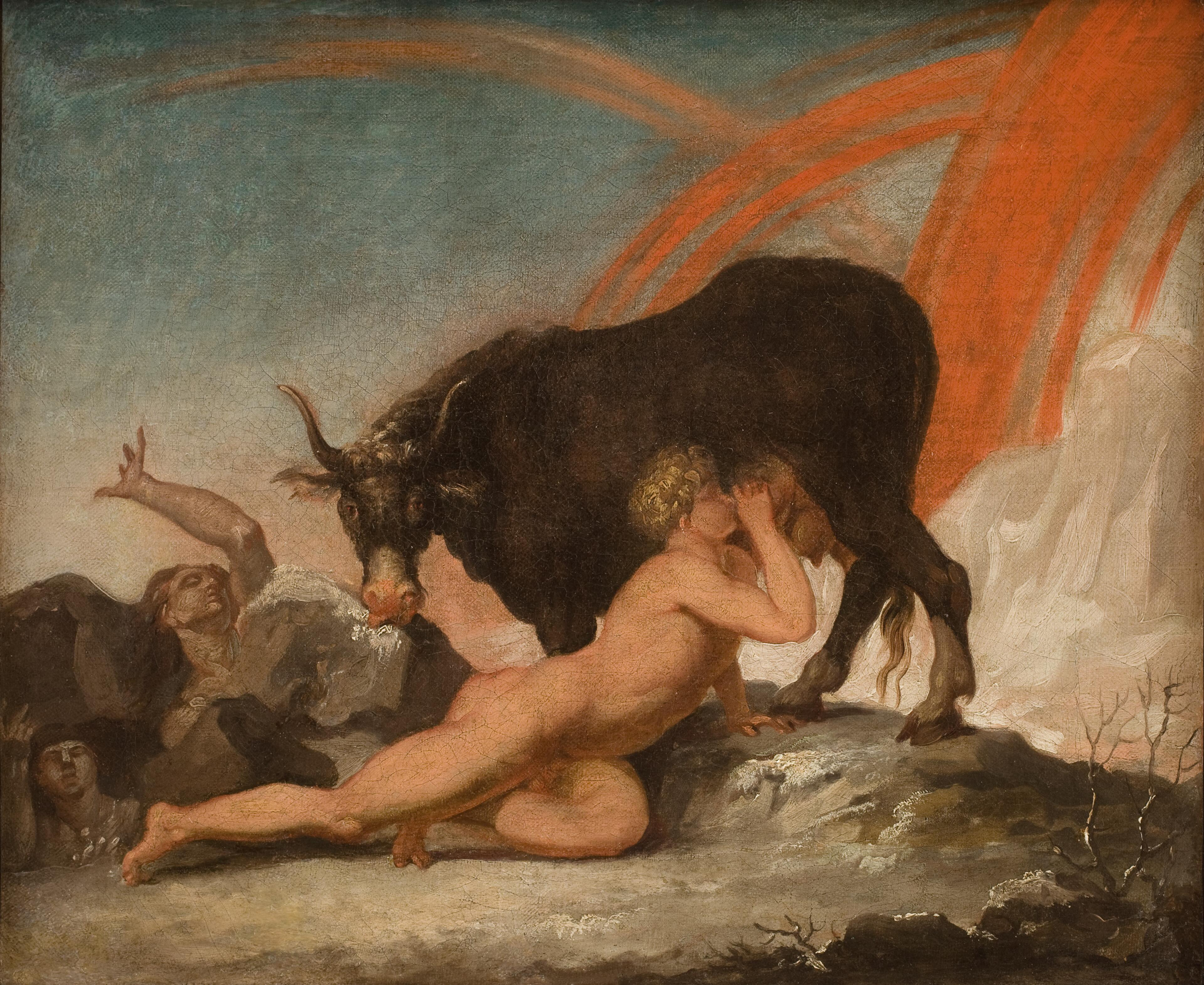
Ymer diar Audhumbla av Nicolai Abildgaard, cirka 1777.

Nordisk mytologi innehåller en skapelsemyt.
I Snorres Edda och Ynglingasagan har Snorre Sturlason efter sin uppfattning om sammanhanget bearbetat de mytologiska uppgifter som han funnit i den isländska poesin, framför allt i den äldre Eddan. Denna sammanställning har alltså kanske inte i alla stycken lyckats återge den hedniska uppfattningen, men utgör ändå en ovärderlig nyckel till denna.
Enligt Snorre fanns före världens skapelse ett svalg med namnet Ginnungagap. Först uppstod i söder världen Muspelheim (Muspelhem), som är ljus och het och där Surt sitter med ett lågande svärd till värn vid gränsen, sedan Nifelheim (Nivelhem) i norr, köldens värld, med brunnen Hvergelme, varifrån elva (eller tolv) namngivna floder strömmar. Dessa kallas Elivågor och deras bitande kalla vatten hårdnar längre från källan till is, som fyller norra Ginnungagap. Då hettan från Muspelheim mötte rimfrosten från Nifelheim så att den smälte uppstod av den kraft som hettan sände gestalten av en man, kallad Ymer eller Aurgelmer. Från honom uppkom rimtursarna, för medan han sov svettades han och då växte under hans vänstra armhåla en man och kvinna fram, och hans ena fot fick en son med den andra. Därpå uppstod av rimfrostens droppar urkon Audhumbla (Ödhumla), och fyra mjölkfloder rann ur hennes spenar som föda åt Ymer.
Audhumbla fick föda genom att slicka de salta rimfroststenarna, och första dagen kom ur stenarna en mans hår, andra dagen en mans huvud och tredje dagen hela mannen, som hette Bure. Han fick sonen Bor, som äktade Bestla, jätten Böltorns dotter, och de fick tre söner: Oden, Vile och Ve. Bors söner dräpte Ymer, och i hans blod dränktes rimtursarnas hela ätt förutom Bergelmer, som med sin hustru gick ombord på en urholkad stock och från vilken rimtursarnas ätt sedan härstammade.
Bors söner, som ansågs vara gudar, bar Ymer till mitt i Ginnungagap och gjorde av hans kropp jorden, av blodet hav och vatten, av köttet jord, berg av benen, samt stenar av tänderna och krossade ben. Av huvudskålen gjorde de himlen och satte upp den över jorden med fyra hörn, och under vardera hörnet ställde de en dvärg: Austre (Östre), Vestre (Västre), Nordre och Sudre (Södre). Sedan tog de gnistor från Muspelheim och satte på himlen som sol, måne och stjärnor. Omkring jorden låg det djupa havet, och längs havsstranden gav de land åt jättarna. Innanför denna gjorde de av Ymers ögonbryn borgen Midgård mot jättarna, och av hans hjärna gjorde de moln.
Då Bors söner gick längs havsstranden fann de två träd och skapade människor av dessa. Den ene gav ande och liv, den andre förstånd och rörelse, den tredje utseende, mål, hörsel och syn (Völuspa säger: ande gav Oden, förnuft gav Höner, Lodur vätska och god färg). Mannen hette Ask och kvinnan Embla (Emla), och av dem föddes människosläktet, åt vilka bygd gavs i skydd av Midgård. Därpå gjorde de borgen Asgård (Åsgård) mitt i världen, och där bodde gudarna och deras ätter. Mitt i Asgård låg Idavallen, och där gjorde gudarna ett tempel kallat Gladsheim (Glanshem), vari deras tolv sittplatser står. De gjorde även Vingolf, som gudinnorna hade, och de tillverkade mycket av guld och sten och trä, tills guldåldern avbröts av att de tre nornorna kom från Jotunheim (Jättehem). Då satte sig gudarna till doms och gav förstånd och mänsklig gestalt åt dvärgarna, som fått liv som maskar i Ymers kött. De bor i jorden och i stenar.